# むつ市立脇野沢小学校
むつ市立脇野沢小学校（むつしりつ わきのさわしょうがっこう）は、青森県むつ市の旧下北郡脇野沢村域にある公立小学校。むつ市立脇野沢中学校と施設一体型（4・3・2制）小中一貫教育を行っている。

## 概要
旧脇野沢村域を学区としている。

## 沿革
- 1874年（明治7年）4月16日 - 脇野沢小学として開校。
- 1886年（明治19年） - 「脇野沢簡易小学校」に改称。
- 1891年（明治24年）
  - 4月 - 「脇野沢尋常小学校」に改称。
  - 蛸田地区に季節分校を開設。
- 1892年（明治25年）
  - 3月 - 高等小学校を併設し、「脇野沢尋常高等小学校」に改称。
  - 7月 - 滝山分校を開設。
- 1900年（明治33年）12月 - 2階建校舎を落成。
- 1901年（明治34年） - 滝山分校を滝山分教場に改称。
- 1908年（明治41年）3月31日 - 九艘泊分教場を開設。
- 1929年（昭和4年）4月25日 - 滝山分教場を第一分教場、九艘泊分教場を第二分教場に改称。
- 1938年（昭和13年）12月15日 - 桂沢87番地に移転。
- 1941年（昭和16年）4月1日 - 国民学校令施行に伴い、「脇野沢国民学校」に改称。
- 1947年（昭和22年）
  - 4月1日 - 新学制施行に伴い、「脇野沢村立脇野沢小学校」に改称。高等科生を脇野沢中学校に移籍。第一分教場を滝山分校、第二分教場を九艘泊分校に改称。
  - 10月29日 - 蛸田季節分校を通年制分校に変更。
- 1950年（昭和25年）4月1日 - 滝山分校が村立滝山小学校として独立。
- 1951年（昭和26年）4月1日 - 九艘泊分校が村立九艘泊小学校として独立。
- 1968年（昭和43年）
  - 4月1日 - 蛸田分校が村立蛸田小学校として独立。
  - 9月30日 - 鉄筋コンクリート造の新校舎を落成。
- 1983年（昭和58年）4月1日 - 蛸田小学校を統合[2]。
- 2003年（平成15年）4月1日 - 九艘泊小学校・滝山小学校・小沢小学校を統合し、新制の脇野沢小学校として開校[3]。
- 2005年（平成17年）3月14日 - 市町村合併に伴い、「むつ市立脇野沢小学校」に改称。
- 2015年（平成27年）7月 - 新校舎の建設工事を開始[4]。
- 2016年（平成28年）
  - 3月 - 併設型小中一貫の新校舎を完成[4]。
  - 4月1日 - 校舎老朽化と児童数減少により、脇野沢中学校校舎を増築する形で現在地に移転。川内小中学校に次いで、むつ市内2校目の小中一貫校となる[1]。

## 児童数
| 学年 | 1年 | 2年 | 3年 | 4年 | 5年 | 6年 | 特別支援   | 合計 |
| ---- | --- | --- | --- | --- | --- | --- | ---------- | ---- |
| 学級 | 0.5 | 0.5 | 0.5 | 0.5 | 0.5 | 0.5 | 1          | 4    |
| 生徒 | 2   | 2   | 2   | 2   | 2   | 4   | 1 （内数） | 14   |

- 学級数「0.5」は、複式学級を表す。
- 2022年（令和4年）5月1日時点

## 学区
- むつ市の旧脇野沢村域。

## アクセス
- JRバス東北下北線「脇野沢」停留所から、徒歩約600m・約10分。
- 脇野沢交通
  - 源藤城線「脇野沢」停留所から、徒歩約600m・約10分。
  - 九艘泊線「海釣り公園」停留所から、徒歩約500m・約8分。
- むつ湾フェリーで、脇野沢港のりばから、徒歩約1.3km・約20分。

## 周辺
- 下北地域広域行政事務組合むつ消防署脇野沢分署